# Impaktkrater am 38. Breitengrad
Die Impaktkrater am 38. Breitengrad bilden ein Lineament aus Impakten oder kreisförmigen Strukturen entlang des 38. nördlichen Breitengrads. Die Aufreihung dieser Strukturen erstreckt sich über 700 Kilometer vom Südosten des US-amerikanischen Bundesstaats Illinois über Missouri bis ins östliche Kansas.

## Beschreibung

Die Impaktstrukturen entlang dem 38. Breitengrad Nord

Das Lineament beginnt im südöstlichen Illinois mit dem Hicks Dome, der wahrscheinlich vulkanischen Ursprungs sein dürfte. Ihm folgt weiter westlich die Avon-Struktur im östlichen Missouri, sodann der Crooked-Creek-Impaktkrater im zentralen Missouri, der Decaturville-Impaktkrater, die Hazelgreen-Struktur, die Weaubleau-Osceola-Struktur im westlichen Missouri und schließlich der Rose Dome im östlichen Kansas. Hier hinzu wird meist noch die ebenfalls in Missouri befindliche Furnace-Creek-Struktur gerechnet.

## Lage
- Hicks Dome – Illinois – 37° 30' N, 88° 24' W
- Avon-Struktur – Missouri – 37° 48' N, 90° 12' W
- Furnace-Creek-Struktur – Missouri –
- Dent-Branch-Struktur – Missouri –
- Crooked-Creek-Impaktkrater – Missouri – 37° 48' N, 91° 24' W
- Hazelgreen-Struktur – Missouri – 37° 42' N, 92° 24' W
- Decaturville-Impaktkrater – Missouri – 37° 54' N, 92° 42' W
- Weaubleau-Osceola-Struktur – Missouri – 38° 00' N, 93° 36' W
- Rose Dome – Kansas – 37° 42' N, 95° 42' W

## Deutung

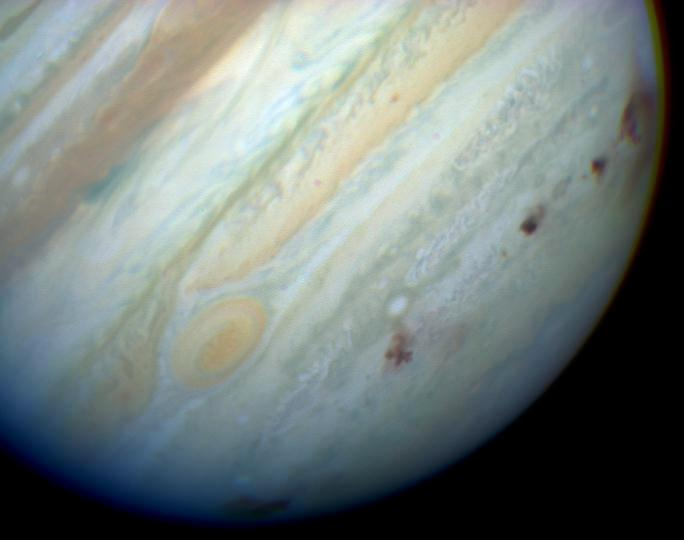
Die Mehrfacheinschläge des Kometen Shoemaker-Levy 9 auf dem Jupiter

Im Jahr 1996 deuteten Rampino und Volk das Lineament als Überrest eines Mehrfach-Meteoriteneinschlags, der angeblich im Unterkarbon (Mississippium) oder im frühen Oberkarbon (Pennsylvanium) erfolgt sein soll. Die Autoren gründen ihre Sichtweise auf den im Jahr 1994 auf dem Planeten Jupiter niedergegangenen Kometen Shoemaker-Levy 9, der bereits vor seinem Aufprall in mehrere Bruchstücke zerrissen worden war, welche dann hintereinander auf der Oberfläche des Planeten einschlugen.

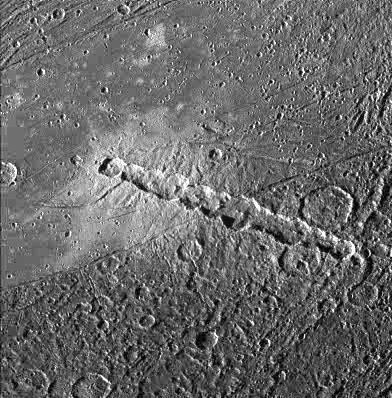
Einschlagkette auf Ganymed

Die Wahrscheinlichkeit, dass sich ein derartiges Ereignis auf der Erde zuträgt, wird aber als minimal angesehen, da das Gravitationsfeld der Erde wesentlich geringer ist als das des Jupiters und somit einen vorbeieilenden Himmelskörper nicht nahe heranziehen kann, um ihn gravitativ in Stücke zu zerreißen. Dem muss jedoch entgegnet werden, dass auf dem Mond mit seinem schwachen Gravitationsfeld sehr wohl mehrere hintereinanderliegende Impaktketten zu beobachten sind.
Nicht alle Geologen teilen die Ansicht eines Mehrfacheinschlags, da Zweifel über das Alter und die Entstehungsweise der einzelnen Strukturen fortbestehen. So wird beispielsweise der Hicks Dome als Vulkanstruktur interpretiert, da er in seinem Flankenbereich mit Gängen magmatischen Ursprungs assoziiert ist. Der Hicks Dome ist eine strukturelle Aufwölbung, dessen devonischer Kern rund 1300 Meter über die umliegenden Schichten herausgehoben wurde. Andere kreisförmige Strukturen können auch mit Verwerfungen und Brüchen oder mit Magmatiten und deren Vererzungen assoziiert sein.

## Alter
Das Alter des Crooked-Creek-Impaktkraters wird mit 320 ± 80 Millionen Jahren BP eingegrenzt, der Decaturville-Krater liegt bei 300 Millionen Jahren BP. Das Alter der Weaubleau-Osceola-Struktur kann biostratigraphisch als mittleres Mississippium angegeben werden und den amerikanischen Stufen spätestes Osageum bzw. frühes Meramecium zugeordnet werden (Viseum – 340 bis 336 Millionen Jahre BP). Über das Alter der anderen Strukturen sind noch keine Angaben vorhanden. Die Impaktkette ist insgesamt gesehen somit zeitlich sehr ungenau definiert.

## Fazit
Bis 2016 sind nur zwei der ursprünglich acht Strukturen als echte Impaktkrater anerkannt worden, der Crooked-Creek-Impaktkrater und der Decaturville-Krater. Diese beiden Strukturen werden auch in der Earth Impact Database aufgeführt. Die Weaubleau-Osceola-Struktur enthält wie auch Crooked Creek und Decaturville planare Deformationslamellen in Quarz und dürfte somit ebenfalls einen Impaktkrater darstellen. Die Hazelgreen-Struktur ist jedoch sehr fraglich. Der Rose Dome, die Furnace-Creek-Struktur und die Avon-Struktur dürften auf vulkanische Explosionen zurückgehen.
Neuerdings wurde die umstrittene Impaktkette sogar noch um zwei Strukturen erweitert – Dent Branch und Silver City Dome, die aber beide wahrscheinlich vulkanischen Ursprungs sein dürften.